# Hoddom Bridge
Die Hoddom Bridge ist eine Straßenbrücke nahe der schottischen Ortschaft Brydekirk südlich von Hoddom in der Council Area Dumfries and Galloway. 1971 wurde das Bauwerk in die schottischen Denkmallisten in der Kategorie B aufgenommen. Die Hochstufung in die höchste Denkmalkategorie A erfolgte 1988.

## Beschreibung
Die Hoddom Bridge liegt rund drei Kilometer nordwestlich von Brydekirk. Der Mauerwerksviadukt führt die B723 und die auf diesem Teilstück identische B725 über den Annan. Nach einer Prospektion im Jahre 1760 wurde die Brücke zwischen 1763 und 1765 zur Verbesserung der Anbindung des Hinterlands an den Hafen von Annan errichtet. Sie ersetzte dabei eine über den Annan verkehrende Fähre. Der aus Newton Stewart stammende Steinmetz Alexander Lawrie führte die Arbeiten aus. Die später rund fünf Kilometer flussabwärts erbaute Brydekirk Bridge weist große Ähnlichkeit mit der Hoddom Bridge auf.
Der Viadukt überspannt den Annan mit drei ausgemauerten Segmentbögen. Der zentrale Bogen ist mit einer lichten Weite von 19,8 m größer dimensioniert als die flankierenden, die lichte Weiten von 14 m aufweisen. An den Pfeilern treten beidseitig spitze, zur Brüstung hin abflachende Eisbrecher heraus. Die begrenzenden Brüstungen schließen mit Natursteinkappen ab. Da sie später neu aufgebaut wurden, entsprechen sie nicht mehr dem ursprünglichen Zustand. Die schmale Fahrbahn beschreibt einen leichten Buckel. An den Anfahrten wurden die Brüstungen aufgeweitet.